# Lalmatie
Lalmatie är en ort i Mauritius.   Den ligger i distriktet Flacq, i den västra delen av landet, 17 km öster om huvudstaden Port Louis. Lalmatie ligger 215 meter över havet och antalet invånare är 10 404. Den ligger på ön Mauritius.
Terrängen runt Lalmatie är varierad. Runt Lalmatie är det tätbefolkat, med 530 invånare per kvadratkilometer. Närmaste större samhälle är Port Louis, 17,2 km väster om Lalmatie. Omgivningarna runt Lalmatie är en mosaik av jordbruksmark och naturlig växtlighet.